# Семиди
Семиди (англ. Semidi Islands) — группа из 9 островов в Кадьякском архипелаге. В административном отношении относится к боро Кадьяк-Айленд, штат Аляска, США. Расположены к юго-западу от острова Кадьяк, примерно посередине между побережьем полуострова Аляска и островом Чирикова. Крупнейшие острова группы: Агхиюк и Човиет.
Является частью Аляскинского морского национального заповедника. Общая площадь островов составляет 30,17 км². Постоянного населения нет.